# 蔚山大学校
蔚山大学校（ウルサンだいがっこう、英称: University of Ulsan）は、蔚山広域市に本部を置く大韓民国の私立大学である。1970年に設置された。大学の略称は蔚山大、蔚大。

## 沿革

### 年表
- 1970年、現代グループ名誉会長の鄭周永が設立した。
  - 現在は鄭夢準博士が第4代目の理事長を務めている。
  - 現在は12の単科大学、18学部、17学科、6つの大学院からなる。
- 1970年3月16日 蔚山工科大学開校
- 1974年2月18日 第1回学位授与式
- 1980年3月1日 大学院新設
- 1983年7月26日 第4代理事長に鄭夢準博士が就任
- 1985年3月1日 総合大学昇格（工科大学・自然科学大学・社会科学大学・人文大学）。初代総長に李寛が就任
- 1988年
  - 3月1日 造形大学新設
  - 3月16日 第2代総長に李相周博士が就任
- 1989年3月1日 産業経営大学院新設
- 1990年3月1日 教育大学院新設、医科大学新設
- 1993年3月1日 経営大学新設
- 1996年3月1日 第4代総長に具本鎬博士が就任、情報通信大学院新設
- 1997年3月1日 生活科学大学、産経大学、産業技術大学院施設、地域開発大学院が新設
- 1998年
  - 2月20日 第25回学位授与式
  - 3月1日 音楽大学、美術大学が新設
  - 7月28日 芸術館完工
- 1999年5月17日 産学協同館新設
- 2000年
  - 2月1日 植物館起工式
  - 3月1日 第5代総長に裵茂基博士就任
- 2002年
  - 2月22日 第29代学位授与式
  - 3月15日 開校32周年
  - 3月21日 設立者、故・鄭周永の1周年追悼式
  - 3月28日 自然科学大学敷設科学英才教育センター設立
  - 5月16日 科学技術部地域協力研究センター (RRC) 、ネットワーク基盤自動化研究センターが開所
  - 7月1日 総合サービスセンターが開所
  - 8月26日 学生生活館、総合サービスセンターが竣工、総合体育館が起工
- 2003年
  - 1月1日 学習能力増進センター (TDC) 設置
  - 2月20日 第30代学位授与式
  - 7月15日 第6代総長に鄭正佶博士が就任
- 2004年
  - 2月20日 第31代学位授与式
  - 3月1日 建築大学新設、自動車船舶技術大学院新設
- 2005年
  - 2月18日 第32代学位授与式
  - 10月28日 峨山スポーツセンター、峨山図書館新館竣工
- 2006年2月17日 第33代学位授与式
- 2008年9月9日 第8代総長に金道然博士就任
- 2011年3月11日 第9代総長に李哲博士就任

## 開設大学
- 人文大学
- 社会科学大学
- 経営大学
- 自然科学大学
- 生活科学大学
- 工科大学
- デザイン・建築融合大学
- 芸術大学
- 医科大学
- 教養大学

## 開設大学院
- 一般大学院
- 教育大学院
- 政策大学院
- 経営大学院
- 産業大学院

## 付属病院
- 蔚山大学校 病院 ,* Asan Medical Center